# Roberto Rambaudi
Roberto Rambaudi (né le 12 janvier 1966 à Moncalieri, dans la province de Turin, au Piémont) est un footballeur international italien des années 1980 et 1990, qui évoluait au poste de milieu de terrain ou attaquant.

## Carrière en club
Formé au Torino, il a dû passer par les divisions inférieures pour avoir du temps de jeu. Il se révèle lors de son passage à Foggia entre 1989 et 1992. Il forme à ce moment-là un redoutable trio offensif en compagnie de Giuseppe Signori et Francesco Baiano dans le 4-3-3 de Zdeněk Zeman. Il gagne ainsi le titre de champion de Serie B en 1991 et découvre la Serie A avec succès la saison suivante.
Après deux saisons à Bergame il retrouve Zdeněk Zeman à la Lazio Rome en 1994. Il joue désormais plus bas sur le terrain mais participe aux bons classements du clubs ces saisons là (2e en 1995, 3e en 1996 et 4e en 1997). Il y connait aussi les joies de la sélection nationale en 1994 et remporte une coupe d'Italie en 1998.

## Carrière en équipe d'Italie
À l'automne 1994, Roberto Rambaudi joue à deux reprises en équipe d'Italie durant la campagne de qualification pour l'Euro 1996 : le 8 octobre 1994 en Estonie (victoire 2-0 de l'Italie) et le 16 novembre 1994 à Palerme contre la Croatie (défaite 1-2 de l'Italie). Il ne marque aucun but et n'est plus rappelé par le sélectionneur Arrigo Sacchi.

## Statistiques en championnat
| Année          | Équipe        | Championnat | Matchs | Buts |
| -------------- | ------------- | ----------- | ------ | ---- |
| 1984-1985      | Torino        | Serie A     | 0      | 0    |
| 1985-1986      | Omegna Calcio | Serie C2    | 29     | 4    |
| 1986-1987      | AC Pavie      | Serie C2    | 32     | 12   |
| 1987-1988      | AC Pavie      | Serie C1    | 29     | 6    |
| 1988-1989      | Pérouse       | Serie C1    | 28     | 8    |
| 1989-1990      | US Foggia     | Serie B     | 37     | 7    |
| 1990-1991      | US Foggia     | Serie B     | 37     | 15   |
| 1991-1992      | US Foggia     | Serie A     | 33     | 9    |
| 1992-1993      | Atalanta      | Serie A     | 31     | 6    |
| 1993-1994      | Atalanta      | Serie A     | 26     | 2    |
| 1994-1995      | Lazio Rome    | Serie A     | 32     | 4    |
| 1995-1996      | Lazio Rome    | Serie A     | 28     | 1    |
| 1996-1997      | Lazio Rome    | Serie A     | 28     | 4    |
| 1997-1998      | Lazio Rome    | Serie A     | 21     | 4    |
| 1998-janv 1999 | Lazio Rome    | Serie A     | 0      | 0    |
| janv 1999-1999 | Genoa         | Serie B     | 7      | 0    |
| 1999-2000      | Trévise       | Serie B     | 12     | 0    |

## Carrière d'entraîneur
Après sa carrière de joueur Roberto Rambaudi a entrainé brièvement à deux reprises une équipe professionnelle. L'US Latina en 2004 en Serie C2 et Viterbese en 2007-2008 en Serie C2 également.

## Palmarès
- Italie
  - 2 sélections et 0 but en 1994.

- US Foggia
  - Vainqueur de la Serie B en 1991.

- Lazio Rome
  - Finaliste de la Coupe UEFA en 1998.
  - Vainqueur de la coupe d'Italie en 1998.
  - Vainqueur de la Supercoupe d'Italie en 1998.